# Боттічино
Боттічино (італ. Botticino, п'єм. Botticino) — муніципалітет в Італії, у регіоні Ломбардія, провінція Брешія.
Боттічино розташоване на відстані близько 450 км на північний захід від Рима, 90 км на схід від Мілана, 6 км на схід від Брешії.
Населення — 10 945 осіб (2014).

## Демографія
Населення за роками:

Станом на 1 січня 2023 року в муніципалітеті офіційно проживало 797 іноземців з 59 країн, серед них 167 громадян країн Євросоюзу та 76 громадян України.

## Сусідні муніципалітети
- Брешія
- Наве
- Нуволера
- Реццато
- Серле